# James Neal
James Neal (* 3. September 1987 in Whitby, Ontario) ist ein ehemaliger kanadischer Eishockeyspieler, der im Verlauf seiner aktiven Karriere zwischen 2003 und 2022 unter anderem 979 Spiele für die Dallas Stars, Pittsburgh Penguins, Nashville Predators, Vegas Golden Knights, Calgary Flames, Edmonton Oilers und St. Louis Blues in der National Hockey League (NHL) auf der Position des linken Flügelstürmers bestritten hat.

## Karriere

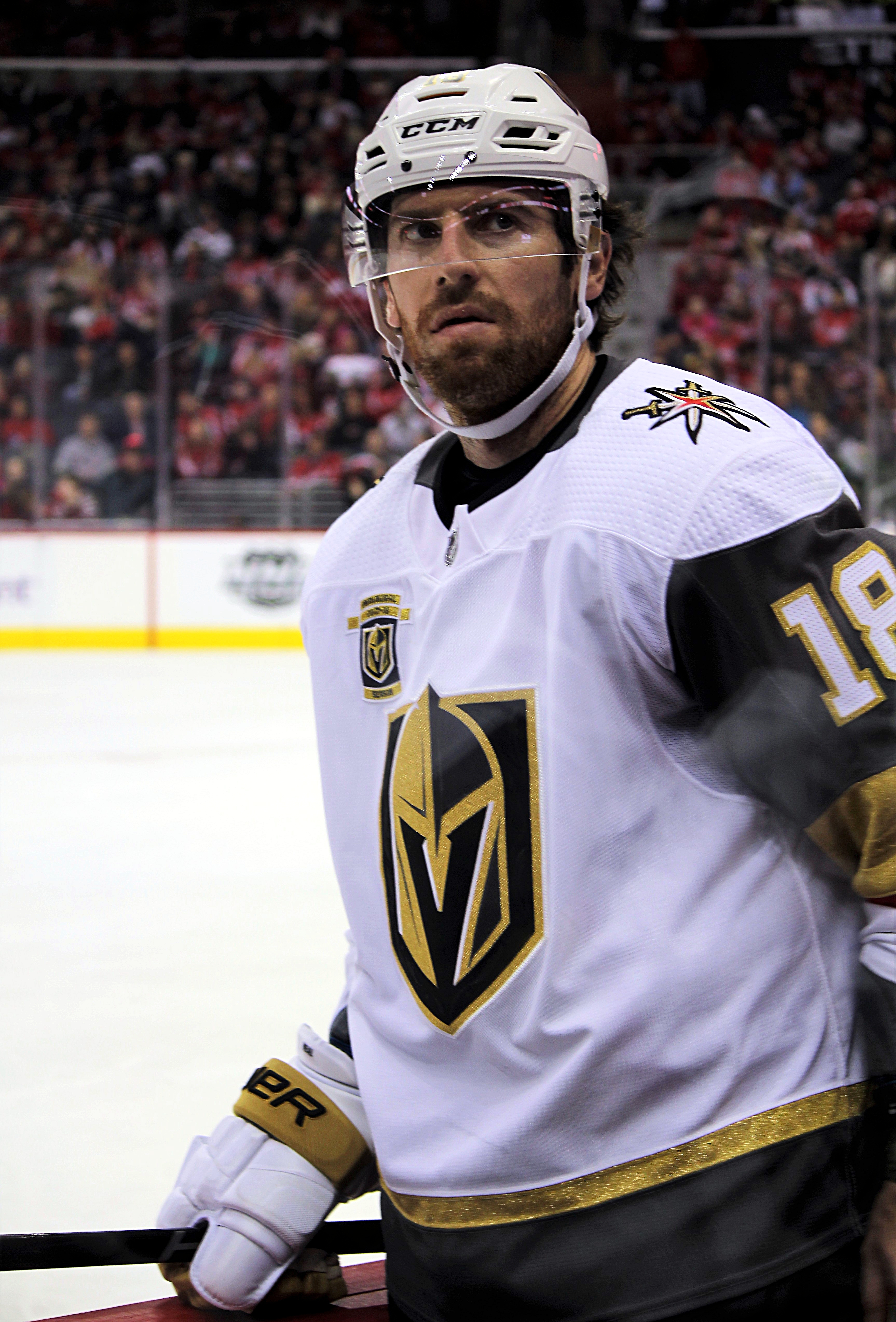
Neal im Trikot der Vegas Golden Knights (2018)

James Neal wurde als insgesamt 80. Spieler in der dritten Runde der OHL Priority Selection 2003 von den Plymouth Whalers ausgewählt. Für das Team aus der Ontario Hockey League spielte der Kanadier bis 2007 insgesamt vier Jahre lang. In der zweiten Runde des NHL Entry Draft 2005 wurde Neal als insgesamt 33. Spieler von den Dallas Stars ausgewählt. In seinem letzten Jahr in der OHL gewann Neal mit den Whalers die Meisterschaft.
Im Sommer 2007 wurde der Flügelspieler erstmals in den Kader der Iowa Stars, dem damaligen Farmteam Dallas aus der American Hockey League (AHL), aufgenommen. In seiner ersten AHL-Saison kam er auf 62 Einsätze und erzielte 37 Scorerpunkte, darunter 18 Tore. Die Saison 2008/09 begann Neal bei den Manitoba Moose, da die Stars die Kooperation mit den Iowa Stars aufgaben und somit in der Spielzeit kein eigenes Farmteam besaßen. Bei seiner Premiere in der National Hockey League erzielte er am 10. Oktober 2008 in einem Spiel gegen die Columbus Blue Jackets gleich seinen ersten NHL-Treffer.
Am 21. Februar 2011 wurde Neal in einem Transfergeschäft gemeinsam mit Matt Niskanen im Austausch für Alex Goligoski an die Pittsburgh Penguins abgegeben. Im Juni 2014 wurde er dann im Austausch für Patric Hörnqvist und Nick Spaling an die Nashville Predators getauscht. Mit den Predators erreichte Neal in der Saison 2016/17 das Stanley-Cup-Finale, unterlag dort allerdings seinem früheren Team, den Pittsburgh Penguins.
Im Juni 2017 wurde er im NHL Expansion Draft 2017 von den Vegas Golden Knights ausgewählt. Mit dem Team erreichte er in den Playoffs 2018 überraschend erneut das Finale um den Stanley Cup, scheiterte jedoch abermals, diesmal an den Washington Capitals. Anschließend wurde sein auslaufender Vertrag in Vegas nicht verlängert, sodass er sich im Juli 2018 als Free Agent den Calgary Flames anschloss. Dort unterzeichnete der Angreifer einen Fünfjahresvertrag, der ihm ein durchschnittliches Jahresgehalt von 5,75 Millionen US-Dollar einbringen soll. Bereits nach dem ersten Vertragsjahr, das mit 19 Scorerpunkten das mit Abstand schwächste seiner NHL-Karriere war, trennten sich die Flames im Juli 2019 wieder von ihm. In einem Transfer wurde der Angreifer an die Edmonton Oilers abgegeben, während die Flames Milan Lucic und ein konditionales Drittrunden-Wahlrecht im NHL Entry Draft 2020 erhielten. Edmonton übernahm zudem 12,5 Prozent von Lucics Gehalt. Dort verbrachte der Angreifer zwei Spielzeiten, ehe sein Vertrag im Juli 2021 vorzeitig aufgelöst wurde.
Danach erhielt Neal erst im September desselben Jahres einen Probevertrag bei den St. Louis Blues, der einen Monat später auf einen Einjahresvertrag für die Saison 2021/22 ausgeweitet wurde. Während der Saison jedoch wurde Neal erstmals wieder in die AHL geschickt, wo er mit den Springfield Thunderbirds, dem Farmteam der Blues, das Calder-Cup-Finale erreichte, dort allerdings den Chicago Wolves unterlag.

### International
Neal gewann mit Kanada die U20-Junioren-Weltmeisterschaft 2007. Für die Seniorenauswahl stand er erstmals bei der Weltmeisterschaft 2009 auf dem Eis, bei der Neal mit dem Team Canada die Silbermedaille gewann. Auch bei der Weltmeisterschaft 2011 stand er im Kader der kanadischen Auswahl, die im Viertelfinale gegen Russland unterlag.

## Erfolge und Auszeichnungen
| - 2005 Teilnahme am CHL Top Prospects Game - 2007 OHL First All-Star-Team - 2007 CHL Second All-Star-Team - 2007 J.-Ross-Robertson-Cup-Gewinn mit den Plymouth Whalers - 2009 Teilnahme am NHL YoungStars-Game | - 2012 Teilnahme am NHL All-Star-Game - 2012 NHL First All-Star Team - 2016 Teilnahme am NHL All-Star Game - 2018 Teilnahme am NHL All-Star Game |

### International
- 2005 Silbermedaille bei der U18-Junioren-Weltmeisterschaft
- 2007 Goldmedaille bei der U20-Junioren-Weltmeisterschaft
- 2009 Silbermedaille bei der Weltmeisterschaft

## Karrierestatistik

### International
Vertrat Kanada bei:
- U18-Junioren-Weltmeisterschaft 2005
- U20-Junioren-Weltmeisterschaft 2007
- Weltmeisterschaft 2009
- Weltmeisterschaft 2011

(Legende zur Spielerstatistik: Sp oder GP = absolvierte Spiele; T oder G = erzielte Tore; V oder A = erzielte Assists; Pkt oder Pts = erzielte Scorerpunkte; SM oder PIM = erhaltene Strafminuten; +/− = Plus/Minus-Bilanz; PP = erzielte Überzahltore; SH = erzielte Unterzahltore; GW = erzielte Siegtore; 1 Play-downs/Relegation; Kursiv: Statistik nicht vollständig)